# Auguste Van de Verre
Auguste Van de Verre est un archer belge.

## Biographie
Auguste Van de Verre est sacré double champion olympique aux Jeux olympiques d'été de 1920 se déroulant à Anvers, terminant premier aux épreuves par équipes de tir à la perche aux grands et petits oiseaux. Il se classe sixième des épreuves individuelles de tir à la perche aux petits oiseaux et aux grands oiseaux.